# ジョン・トーランド

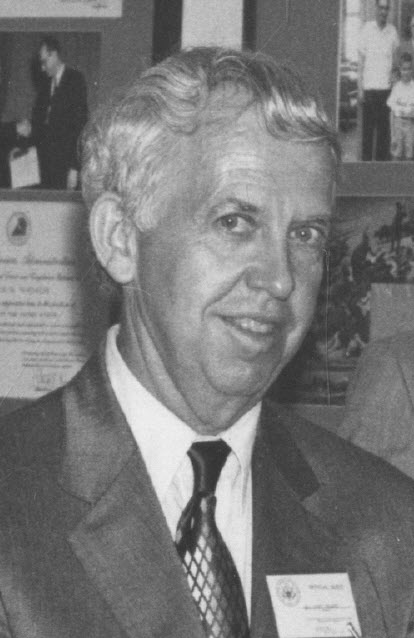
ジョン・トーランド(1971年)

ジョン・トーランド（John Toland、1912年6月29日 - 2004年1月4日）は、アメリカの戦史・ノンフィクション作家で、ピューリッツァー賞作家。

## 生涯
ウィスコンシン州南西部のラクロス（La Crosse、アイオワ州との境の街）生まれ、ウィリアムズ大学出身。第二次世界大戦（太平洋戦争）に従軍。
戦記著作などで、40代より本格的に作家活動に入った。多数の日米双方の幅広い当事者に取材した「The Rising Sun　大日本帝国の興亡」で、1971年にピューリッツァー賞 一般ノンフィクション部門を受賞、ヒトラー伝も高い評価を得た。
妻の寿子は日本人で一女がいる（精神科医小此木啓吾の親族）。取材執筆を兼ね、長期の在日生活も行っている。後期はコネチカット州西部のダンブリー（Danbury）に在住し、肺炎で没した。

## 著書（日本語訳）
- 真珠湾は燃えている 大東亜戦争の6カ月 （児島襄訳、恒文社、1964年）
- 最後の100日 ヨーロッパ戦線の終幕 （各・全2巻、永井淳訳、早川書房、1966年／ハヤカワ文庫NF、1977年）
- バルジ大作戦 （向後英一訳、早川書房、1966年／ハヤカワ文庫NF 全2巻、1978年）
  - バルジ大作戦（新訂版、大木毅監訳・解説、向後英一訳、早川書房、2022年）- バルジの戦いを描く
  - バルジ大作戦 （常盤新平訳、角川文庫、1978年）、別訳（抜粋版）
- ディリンジャー時代 アメリカ・絶望の1930年代（常盤新平訳、早川書房、1968年）
- 大日本帝国の興亡 （全5巻、毎日新聞社外信部訳、毎日新聞社、1971年）
ハヤカワ文庫NF（全5巻、1984年、新訂版2015年）、文庫新版は各巻解説
  - 第1巻 暁のZ作戦、第2巻 昇る太陽
  - 第3巻 死の島々、第4巻 神風吹かず
  - 第5巻 平和への道 - 巻末解説は徳岡孝夫（訳者の一人、新版では第1巻）
- 米軍敗走の180日－真珠湾からミッドウェーまで（全2巻、千早正隆・高田収蔵訳、日本リーダーズダイジェスト社、1972年）。副題：南太平洋戦記
- アドルフ・ヒトラー （永井淳訳、集英社 全2巻、1979年／集英社文庫 全4巻、1990年）
  - 1 ある精神の形成、2 仮面の戦争
  - 3 第二次世界大戦、4 奈落の底へ - 文庫副題
- 真珠湾攻撃 （徳岡孝夫訳、文藝春秋、1982年）
- 戦いの神々（牛島秀彦訳、光人社、1988年）
- 占領 （同上、1989年）- 大戦・占領期日本が舞台の長編小説
- 勝利なき戦い 朝鮮戦争 （全2巻、千早正隆訳、光人社、1997年）